# Festival des forêts
 (décembre 2010).
Si vous disposez d'ouvrages ou d'articles de référence ou si vous connaissez des sites web de qualité traitant du thème abordé ici, merci de compléter l'article en donnant les références utiles à sa vérifiabilité et en les liant à la section « Notes et références ».
Le Festival des Forêts, créé par Bruno Ory-Lavollée en 1992, implanté à Compiègne (Oise, Hauts-de-France), a lieu chaque année entre le 20 juin et le 20 juillet.
Le Festival des Forêts propose de la musique classique dans les décors naturels des forêts de Laigue et de Compiègne et imaginé le concert-randonnée. Il invite des musiciens qui ouvrent la musique classique à de nouvelles perspectives grâce à la mise en scène : François-René Duchâble, Laurent Korcia, François Leleux, Dana Ciocarlie, Henri Demarquette, Jean-Marc Luisada, Gustav Leonhardt, Lucas Thomas... 
Le Festival passe chaque année commande de nouvelles pièces, en organisant des résidences d'artistes et en produisant des concerts. Quatre créations mondiales ont ainsi été présentées lors de la 18e édition dont Winter’s night de Nicolas Bacri, compositeur en résidence au Festival des Forêts de 2010 à 2012.
Le Festival des Forêts et Akouna ont créé en coproduction Les Promenades musicales de Compiègne. Réalisé en partenariat avec le Palais impérial de Compiègne, cet évènement propose, dans le parc du monument, un parcours autour de 6 scènes et 20 programmes d'un même compositeur avant de se conclure par un feu d'artifice musical.